# Браун, Сильвестр

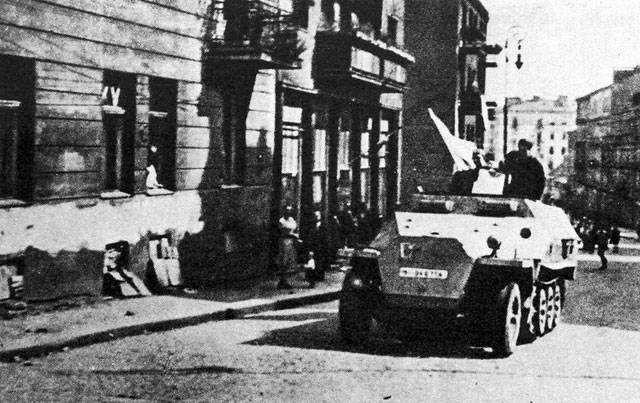
Фотография Сильвестра Брауна

Сильвестр Браун (пол. Sylwester Braun; 1 января 1909 года, Варшава, Царство Польское, Российская империя — 9 февраля 1996 года, Варшава, Польша) — польский фотограф, участник Варшавского восстания 1944 года.

## Биография
Закончил геодезический факультет Варшавского политехнического университета, после чего работал в Бюро по планировке города.
В начале Второй мировой войны был военным фоторепортёром. Во время оккупации был офицером батальона Армии Крайовой «Wilki». Проживал в Варшаве на улице Коперника дом 28, где была подпольная фотографическая лаборатория. После начала Варшавского восстания стал членом подпольной фотографической группе Армии Крайовой (псевдоним «Kris»).. Снимал в основном в варшавском районе Средместье. 6 октября 1944 года после подавления восстания покинул город. Был арестован и направлен в концентрационный лагерь. Во время доставки в лагерь смог сбежать. В январе 1945 года возвратился в Варшаву.
В 1964 году эмигрировал в Швецию и затем в США. В 1981 году возвратился в Польшу.
В 1983 году издательство «Krajowa Agencja Wydawnicza» выпустило фотоальбом Сильвестра Брауна под названием «Reportaże z Powstania Warszawskiego».
Во время восстания снял около 3000 фотографий, из которых сохранилось 1520 единиц. В 1981 году передал негативы в Исторический музей Варшавы.
Скончался 9 февраля 1996 года в Варшаве.

## Награды
- Командорский крест Ордена Заслуг перед Республикой Польша (1994).